# Волдо (Охајо)
Волдо (енгл. Waldo) град је у америчкој савезној држави Охајо.

## Демографија
По попису из 2010. године број становника је 338, што је 6 (1,8%) становника више него 2000. године.
| Група             | 2000.       | 2010.       |
| Белци             | 331 (99,7%) | 322 (95,3%) |
| Афроамериканци    | 0 (0,0%)    | 1 (0,3%)    |
| Азијати           | 1 (0,3%)    | 3 (0,9%)    |
| Хиспаноамериканци | 0 (0,0%)    | 4 (1,2%)    |
| Укупно            | 332         | 338         |